# 鰲鼓交流道
鰲鼓交流道位於嘉義縣東石鄉，為臺灣台61線指標259公里處（實際里程為257.8K）的交流道。交流道型式為半套鑽石型，僅南出北入，在2004年1月19日通車，可通往鰲鼓溼地。
|  | 259 鰲鼓 |  | 鰲鼓 |

## 外部連結
- 台61線鰲鼓交流道示意圖 （页面存档备份，存于）（交通部公路總局）